# McCormick Harvesting Machine Company

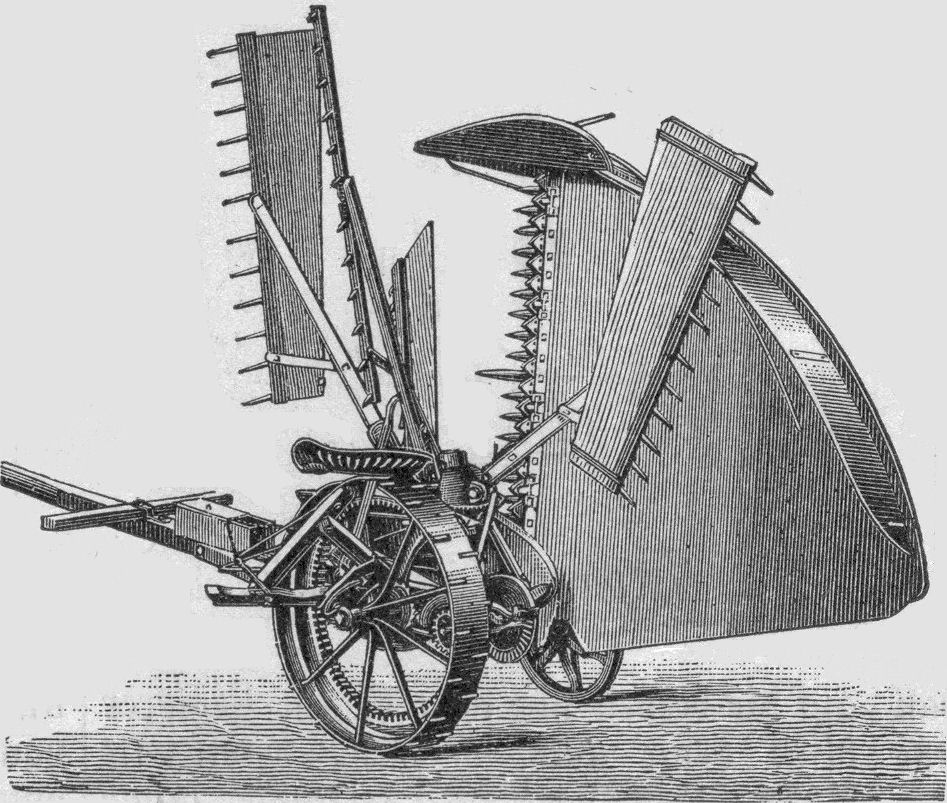
New Reaper

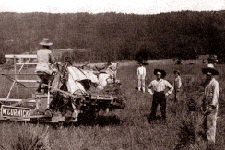
McCormick Harvester und Binder

McCormick Harvesting Machine Company war ein US-amerikanischer Landmaschinenhersteller.
Das Unternehmen wurde 1847 in Chicago gegründet und bestand bis 1902. Durch die Fusion mit Deering Harvester Company entstand das Nachfolgeunternehmen International Harvester Company (IHC). Die Marke McCormick blieb innerhalb IHC erhalten, bis IHC 1985 von der Case Corporation übernommen wurde, welche ihre Traktoren unter der eigenen Marke Case IH verkaufte. Im Jahr 2000 erwarb die italienische Argo-Gruppe von Case IH die Rechte an der Marke McCormick sowie den Produktionsstandort in Doncaster und gründete 2001 die McCormick Tractors International Ltd.

## Unternehmensgeschichte
1831 baute der 22-jährige Cyrus McCormick nach Konstruktionsplänen seines Vaters einen selbstentwickelten Getreide-Garben-Mäher (Reaper), einen Vorläufer der Getreide-Binder. 1834 konnte dieser Virginia-Reaper patentiert werden. 1847 zog er mit seiner erfolgreichen Werkstatt nach Chicago, um von dort aus in den gesamten landwirtschaftlich geprägten mittleren Westen seine Maschinen zu liefern. Die Maschinenfabrik produzierte für die Erntesaison 1848 500 McCormick-Reaper und für die Saison 1849 bereits über 1.500 Exemplare, obwohl in dieser Zeit der Patentschutz aufgehoben wurde und bis 1850 etwa 30 Mähmaschinenanbieter auf den amerikanischen Markt kamen. 1851 wurden seine und die von seinem Konkurrenten Obed Hussey erfundene Mähmaschinen mit Pferdebespannung an der ersten Weltausstellung im Kristallpalast in London gezeigt. 1856 nahm Cyrus seine Brüder William und Leander in das Unternehmen auf und gründete so den Vorläufer der McCormick Harvesting Machine Company. In diesem Jahr wurden über 4.000 Stück der Mähmaschine verkauft, 1862 bereits 33.000 und bis 1864 waren insgesamt 250.000 Maschinen abgesetzt worden.
Die Maschinen wurden von Anfang an stetig weiterentwickelt. 1857 meldete McCormick ein Patent für eine Mähmaschine mit Kutschbock an und 1858 folgte das Patent für eine Mähmaschine mit automatischem Rechen, das er dem verarmten Obed Hussey abgekauft hatte, der seit 1834 sein größter Gegenspieler war.
1855 breitete sich McCormick auch auf den europäischen Markt aus und begann in England mit der Produktion seines Getreidemähers. 1863 führte Cyrus McCormick seinen Getreidemäher in Hamburg vor. Er blieb mehrere Wochen in Deutschland und demonstrierte dem interessierten Publikum den Einsatz seiner Maschinen. Die erste deutsche Niederlassung wurde 1900 in Berlin unter der Leitung von J.A. Hutmacher gegründet. 1902 entstand durch den Zusammenschluss der Firmen McCormick Harvesting Machine Corporation, Deering Harvester Company, Plano Harvester Co., Milwaukee Harvester Co. und Warder, Bushnell & Glessner Co. die International Harvester Company.